# .xxx
.xxx é um domínio de topo patrocinado aprovado pelo ICANN (Internet Corporation for Assigned Names and Numbers) para conter conteúdo pornográfico ou erótico. Acredita-se que existam mais de 370 milhões de endereços que podem receber este domínio. Todavia, a adoção do domínio é opcional.
Os três primeiros sites registrados com o domínio foram “xxx.xxx”, “sex.xxx” e “porn.xxx”.

## História
O domínio havia sido proposto pela ICM Registry em 2001 e aprovada quatro anos mais tarde pela ICANN, mas foi contestada depois por diversos grupos conservadores e religiosos. Em 2007 a ICM Registry  fez um novo pedido, e após uma reunião em Lisboa o projeto foi negado novamente.
Em 2010 o projeto surge novamente. Depois que estudos independentes mostraram que as decisões anteriores haviam sido injustas e que o plano devia ser reconsiderado. ICANN confirmou que seus diretores haviam discutido o tema em 12 de março de 2010 em Nairobi, todavia a decisão ficou só para junho. Em 25 de junho de 2010, depois de uma reunião em Bruxelas é aprovado o domínio .xxx para pré-registros.
Em 19 de março de 2011 o domínio foi efetivamente aprovado pela ICANN. Alguns setores da indústria de páginas de Internet foram contra a adoção do domínio por pensarem que este recurso submeterá em bloqueio e censura prévia às páginas .xxx.
A venda de domínios .xxx iniciou-se em 7 de setembro de 2011.